# Patologi
Patologi (græsk: pathos, lidelse; logos, lære) er den naturvidenskabelige lære om sygdomme, deres årsager, opståelsesmekanismer og manifestationer.
Patologisk anatomi beskæftiger sig med de anatomiske og fysiologiske forandringer, der sker i kroppens celler og væv ved sygdom. Disse forandringer kaldes også for morfologiske forandringer og har stor betydning ved diagnostisering og forskning i sygdomme. I de senere år bliver et stigende antal analyser lavet vha. molekylærbiologiske teknikker; den form for patologi hedder molekylærpatologi.
Patologi udøves især på patologiafdelinger, som ofte er tilknyttede større hospitaler, fraset øjenpatologsik institut, som ligger under Københavns Universitet. Patologer er læger med speciallægeanerkendelse i "Patologisk anatomi og cytologi" eller dyrlæger ligeledes med relevant efteruddannelse.
Patologien deles i en almen og en speciel del. Den almene del beskæftiger sig med generelle reaktioner og forandringer i kroppen ved sygdomme, mens den specielle, organpatologi, beskæftiger sig med de specifikke sygdomme.

## Patologisk sygdomsbeskrivelse
Sygdomsbeskrivelse, eller nosografi, er en beskrivelse af en tilstand hos en gruppe mennesker, som menes at fejle det samme.
En nosografi består af et navn, definition, forekomst, ætiologi, patogenese, lokalisation og udbredelse, klinik, patoanatomi, forløb og prognose.
- Navn:
Hver sygdom har et navn. Det gør det muligt for alle læger at videregive diagnosen til andre. Navnet stammer ofte fra latin eller græsk, men der bruges også danske navne af hensyn til patienterne. Fordelen ved de latinske navne er, at de er internationale.
- Definition:
Den enkelte sygdom er defineret ud fra særlige kriterier, som skal være opfyldt, for at diagnosen kan stilles. Der findes flere internationale systemer for diagnose definitioner, bl.a. ICD-10
- Forekomst:
Her menes forekomsten i befolkning, altså hvor mange mennesker, som får sygdommen, hvilken aldersgruppe, samt disponerende faktorer. Fx taler vi om incidens, det vil sige hvor mange mennesker, som får sygdommen i løbet af et år, og prævalens, hvor mange mennesker, der har sygdommen lige nu fx ud af 10000).
- Ætiologi:
Herved forstås årsagen til at sygdommen opstår, fx bakterier eller rygning.
- Patogenese:
Herved forstås måden sygdommen opstår på, og hvordan den udvikler sig: sygdomsmekanisme.
- Lokatisation og udbredelse:
Her menes hvor i kroppen sygdommen og symptomerne sidder, og hvordan den spreder sig. En sygdom kan fx være fokal, hvilket vil sige at den kun sidder et bestemt sted, eller systemisk, hvilket vil sige at hele kroppen er påvirket. Andre begreber kan være lokaliseret, diffus, dissemineret, generaliseret og diligeret.
- Klinik:
Ved klinik forstås de symptomer og objektive fund patienten har. Hvis patienten har en række af symptomer i et karakteristisk mønster, er der tale om et syndrom.
- Patoanatomi:
Ved patoanatomi menes vævenes morfologi ved specifikke sygdomme. Man taler også om parakliniske fund.
- Forløb og prognose:
Her menes hvilket forløb sygdommen har med hensyn til tid og sværhedsgrad. Her beskrives, om sygdommen opstår akut, pludseligt, eller langsomt, og om forløbet er kronisk, langvarigt, eller kort. Prognosen er en beskrivelse af, hvordan fremtidsudsigterne er, altså hvilket forløb patienten kan forvente, og hvilke følger den vil have (sequelea).

## Opdeling af sygdomme
Inden for patologien opdeles sygdommme i forskellige sygdomsgrupper. Oftest bruges denne opdeling:
- Medfødte og arvelige sygdomme
- Inflammatoriske, infektiøse og immunologiske sygdomme
- Toksisk betingede sygdomme
- Kredsløbssygdomme
- Metaboliske og endokrine sygdomme
- Mekaniske og neuromuskulære forandringer
- Non-neoplastiske væsktforandringer
- Neoplasier

## Historie
Sygdomme har altid været en del af menneskets liv, og vi har derfor langt tilbage i historien beskæftiget os med kroppen og dens sygdomme. Fra arkæologiske fund ved vi, at det i høj grad var de samme sygdomme, som plagede menneskene for 5000 år siden som i dag.[kilde mangler] Dog har fordelingen ændret sig, fordi vi i dag både bliver ældre og har mulighed for at behandle mange infektionssygdomme.
Selv om sygdommene er de samme, har forklaringerne på dem ændret sig markant igennem tiden. De tidligste skriftlige forklaringer er flere tusind år gamle. De forklarer sygdomme med at patienten er besat af dæmoner eller ånder.
Den egentlige patologi kan spores tilbage til ca. 3-400 år f.Kr., hvor der både i Grækenland og Egypten blev lavet undersøgelser af døde og syge. Det første anatomiske institut blev grundlagt i Alexandria sammen med flere andre vigtige fakulteter og et bibliotek, hvor egypterne forsøgte at samle al videnskabelig viden i verden. På det anatomiske institut tillod kongen dissektioner. Det gav mulighed for at undersøge kroppens indre og beskrive organerne. Muligvis var der også lavet vivisektioner på kriminelle: de blev skåret op, mens de var i live, så kroppens funktioner kunne undersøges.
Egypterne fik lavet meget omfattende værker med beskrivelser af kroppen. De originale værker er gået tabt, men mange af dem blev oversat af arabiske læger, som tog dem med til bl.a. Persien, Spanien og Grækenland, hvor traditionerne blev ført videre. Udbredelsen af den nye viden nåede først resten af Europa i det 11. århundrede, men blev i høj grad undertrykt af den katolske kirke.
Studierne af anatomi og patologi blomstrede igen op i renæssancen, hvor universiteterne i Europa fik mulighed for at lave dissektioner. Det havde været forbudt under katolicismen. En milepæl var udgivelsen af De humani corporis fabrica fra 1543 (Andreas Vesalius) med yderst detaljerede beskrivelser af menneskekroppen. Også videnskabsmænd som Harley (1578-1657) og Descartes (1596-1650) bidrog med vigtige værker.
Sideløbende med at anatomien blev beskrevet, begyndte flere videnskabsmænd at beskæftige sig med afvigelserne fra det normale, som netop er grundlaget for patologien. Hovedværket var Giovanni Battista Morgagnis (1628-1771) bog De sedibus et causis morborum per anatomen indagatis, som beskriver de anatomiske forandringer og kliniske symptomer ved sygdomme som åreforkalkning, levercirrose, lungebetændelse og forstørret prostata.
Den næste milepæl var opfindelsen af mikroskopet i slutningen af 1500-tallet. Det gav mulighed for at se flere detaljer i de forandrede væv og få en detaljeret viden om sygdommenes årsager.